# Štefan Tiso
Štefan Tiso, född 18 oktober 1897 i Veľká Bytča (dagens Bytča), Österrike-Ungern, död 28 mars 1959 i Mírov, Tjeckoslovakien, var en slovakisk politiker och jurist. 

## Biografi
Štefan Tiso var en ledande politiker i den av Nazityskland stödda "fria" Slovakiska republiken. Han var ordförande i Slovakiska republikens högsta domstol 1939–1945, och tjänade som premiärminister, utrikesminister och justitieminister 1944–1945. Han var kusin till republikens president Jozef Tiso.
Efter andra världskriget dömdes Štefan Tiso till livstids fängelse.